# Universidad Southwestern
La Universidad Southwestern (Southwestern University en inglés) es una universidad privada ubicada en Georgetown, Texas, Estados Unidos. Southwestern fue fundada en 1840 y es la más antigua universidad en Texas. La escuela está afiliada con la Iglesia Metodista Unida y es constituido por los seis congresos anuales de la Iglesia Metodista Unida en Texas. La universidad ofrece 40 grados de bachiller en artes, ciencias, bellas artes y música, así como programas interdisciplinarios y pre-profesionales. El propósito principal de Southwestern es: “Fomentar una comunidad de las artes liberales cuyo valores y acciones promueven contribuciones para el bienestar de la humanidad." Además, este está expresado en los valores principales de Southwestern:
Cultivar la excelencia académica; promover el aprendizaje a continuo y una pasión para el crecimiento intelectual y personal; fomentar perspectivas diversas; ser leal uno mismo y otras personas; respetar el valor y la dignidad de todas personas; promover el activismo en busca de la justicia y el bien común. 